# Telephonat Bani Sweif
El Telephonat Beni Suef es un club de fútbol de Egipto, de la ciudad de Beni Suef y juega en la Primera División de Egipto.

## Estadio
Su estadio es Estadio de Beni Suef en Beni Suef.